# Kärrsabellilja
Kärrsabellilja (Gladiolus palustris) är en växtart familjen irisväxter från centrala och nordöstra Europa och en av de mest nordliga arterna i släktet. Arten odlas sällsynt som trädgårdsväxt i Sverige.

## Synonymer
- Gladiolus boucheanus Schltdl.
- Gladiolus felicis Z.Mirek
- Gladiolus imbricatus subsp. parviflorus K.Richt’.
- Gladiolus parviflorus Berdau, nom. illeg.
- Gladiolus pratensis A.Dietr.
- Gladiolus triphyllus Bertol., nom. illeg.